# Тудер, Лев Маркович
Лев Маркович Тудер (12.03.1911, Керчь — 12.03.2002, Санкт-Петербург) — советский артиллерист, гвардии подполковник, участник обороны Ханко и Ленинграда, председатель Ленинградского клуба служебного собаководства ДОСААФ.

## Биография
Родился в Керчи. Еврей.
Окончил Ленинградское фабрично-заводское училище завода «Красный судостроитель», после чего работал слесарем на том же заводе.
1 октября 1929 года по собственному желанию был зачислен в ряды РККА и поступил во 2-ю Ленинградскую артиллерийскую школу комсостава РККА ЛВО. Окончил училище в июне 1933 года.
В декабре 1938 года окончил стрелковые курсы усовершенствования командного состава, назначен командиром 18-й отдельной железнодорожной батареи (четыре установки ТМ-1-180) 2-го дивизиона Западного укреплённого района Краснознамённого Балтийского флота. 
2 июня 1939 года назначен командиром 9-й железнодорожной батареи 3ападного укреплённого района (три 305-мм артиллерийских установки ТМ-3-12) на п-ове Ханко. Затем временно исполнял обязанности начальника артиллерии базы вместо С. С. Кобеца, исполнявшего обязанности коменданта сектора береговой обороны. 
В сентябре 1941 года принял у Бориса Митрофановича Гранина командование сводным десантным отрядом численностью 450 человек, оборонявшим острова (5-й оборонительный район). При эвакуации Ханко вместе комиссаром отряда Степаном Александровичем Томиловым и 35 десантниками оставался в арьергарде.